# Ediciones Destino
Ediciones Destino es una editorial española, fundada por los editores del semanario Destino en la década de 1940 y que desde 1996 pertenece al Grupo Planeta.
En el catálogo de Destino figuran los autores españoles más emblemáticos de la posguerra como Miguel Delibes, Camilo José Cela, Carmen Martín Gaite, Rafael Sánchez Ferlosio, etc. y grandes autores extranjeros como George Orwell, Bohumil Hrabal o Naguib Mahfuz. Recientemente es la editorial de autores como Andrés Trapiello, Antonio Soler, Pedro Zarraluki o Eduardo Lago.
La editorial concede dos galardones anuales para obras inéditas, el Premio Nadal, el más antiguo galardón de las letras españolas, y el Premio Josep Pla a una obra en lengua catalana.
Grupo Planeta compró la mitad de las acciones de la editorial en 1989, y el resto en 1996

## Premios a obras o autores
- Premio Nadal
- Premio Josep Pla